# Federico Bocchia
Federico Bocchia (Parma, 24 oktober 1986) is een Italiaanse zwemmer.

## Carrière
Bij zijn internationale debuut, op de Europese kampioenschappen kortebaanzwemmen 2009 in Istanboel, eindigde Bocchia als negende op de 50 meter vrije slag. Samen met Marco Orsi, Filippo Magnini en Luca Dotto sleepte hij de bronzen medaille in de wacht op de 4x50 meter vrije slag. Twee jaar later, op de Europese kampioenschappen kortebaanzwemmen 2011 in Szczecin, eindigde Bocchia als tiende op de 50 meter vrije slag. Samen met Marco Orsi, Andrea Rolla en Luca Dotto werd Bocchia Europees kampioen op de 4x50 meter vrije slag. In 2012 nam Bocchia deel aan de Wereldkampioenschappen kortebaanzwemmen 2012. Hij eindigde 8e in de finale van de 50 meter vrije slag.
Op de Europese kampioenschappen kortebaanzwemmen 2013 bereikte Bocchia de finale van de 50 meter vrije slag, waarin hij 8e werd. Het Italiaanse team, bestaande uit Bocchia, Marco Orsi, Filippo Magnini en Luca Dotto, behaalde zilver op de 4x50 meter vrije slag. In 2015 eindigde Bocchia 7e in de finale van de 50 meter vrije slag tijdens de Europese kampioenschappen kortebaanzwemmen 2015. Op hetzelfde toernooi behaalde Bocchia samen met Marco Orsi, Filippo Magnini en Giuseppe Guttuso zilver op de 4x50 meter vrije slag. Samen met Marco Orsi, Silvia Di Pietro en Erika Ferraioli zwom Bocchia naar de Europese titel op de 4x50 meter vrije slag voor gemengde landenteams.

## Internationale toernooien
| Jaar | Olympische Spelen  | WK langebaan  | WK kortebaan       | EK langebaan       | EK kortebaan |
| ---- | ------------------ | ------------- | ------------------ | ------------------ | --- |
| 2009 |                    | geen deelname |                    |                    | 9e 50 m vrije slag · 4x50 m vrije slag |
| 2010 |                    |               | geen deelname      | geen deelname      | geen deelname |
| 2011 |                    | geen deelname |                    |                    | 10e 50m vrije slag · 4x50m vrije slag |
| 2012 | geen deelname      |               | 8e 50m vrije slag  | geen deelname      | 5e 50m vrije slag |
| 2013 |                    | geen deelname |                    |                    | 8e 50m vrije slag · 4x50m vrije slag · 4x50m vrije slag gemengd · Bocchia zwom enkel in de series · 4x50m wisselslag gemengd · Bocchia zwom enkel in de series |
| 2014 |                    |               | geen deelname      | geen deelname      | |
| 2015 |                    | geen deelname |                    |                    | 7e 50m vrije slag · 4x50m vrije slag · 4x50m wisselslag · Bocchia zwom enkel in de series · 4x50m vrije slag gemengd                                           |
| 2016 | 5-21 augustus 2016 |               | 7-11 december 2016 | 11e 50m vrije slag | |

## Persoonlijke records
Bijgewerkt tot en met 1 juni 2016

### Kortebaan
| Afstand         | Tijd  | Datum            | Plaats        |
| --------------- | ----- | ---------------- | ------------- |
| 50m vrije slag  | 21,27 | 22 november 2012 | Chartres      |
| 100m vrije slag | 48,20 | 21 december 2009 | Civitavecchia |

### Langebaan
| Afstand         | Tijd  | Datum       | Plaats  |
| --------------- | ----- | ----------- | ------- |
| 50m vrije slag  | 21,93 | 28 mei 2009 | Pescara |
| 100m vrije slag | 49,36 | 9 juli 2009 | Ravenna |